# Соколово (Волоколамский район)
Соколово — деревня в Волоколамском районе Московской области России. Входит в состав сельского поселения Осташёвское. Население — 8 чел. (2010).

## География
Деревня Соколово расположена на западе Московской области, в юго-западной части Волоколамского района, примерно в 20 км к юго-западу от города Волоколамска, на левом берегу небольшой речки Соколовки, впадающей в Рузское водохранилище.
В деревне 5 улиц — Круговая, Лиственная, Панфиловская, Строительная и Тихая. Ближайшие населённые пункты — деревни Дерменцево, Терехово и Игнатково.
Связана автобусным сообщением с районным центром и селом Карачарово.

## Население
| 1852 | 1859 | 1926 | 2002 | 2006 | 2010 |
| ---- | ---- | ---- | ---- | ---- | ---- |
| 175  | ↘168 | ↘111 | ↘10  | ↘5   | ↗8   |

## История
В «Списке населённых мест» 1862 года Соколово — владельческая деревня 2-го стана Можайского уезда Московской губернии по правую сторону Волоколамского тракта из города Можайска, в 40 верстах от уездного города, при речке Колотовке, с 23 дворами и 168 жителями (77 мужчин, 91 женщина).
По данным 1890 года входила в состав Осташёвской волости Можайского уезда, число душ мужского пола составляло 77 человек.
В 1913 году — 28 дворов.
1917—1929 гг. — деревня Осташёвской волости Волоколамского уезда.
По материалам Всесоюзной переписи 1926 года — деревня Дерменцевского сельсовета Осташёвской волости Волоколамского уезда, проживало 111 жителей (45 мужчин, 66 женщин), насчитывалось 19 крестьянских хозяйств.
С 1929 года — населённый пункт в составе Волоколамского района Московского округа Московской области. Постановлением ЦИК и СНК от 23 июля 1930 года округа как административно-территориальные единицы были ликвидированы.
1939—1957 гг. — деревня Осташёвского района.
1963—1965 гг. — деревня Волоколамского укрупнённого сельского района.
1994—2006 гг. — деревня Осташёвского сельского округа Волоколамского района.
С 2006 года — деревня сельского поселения Осташёвское Волоколамского муниципального района Московской области.